# Naem
Naem (tiếng Thái: แหนม, phát âm [nɛ̌ːm], còn gọi là nham, naem moo, naem maw và chin som) là món ăn từ thịt lợn trong ẩm thực Thái Lan truyền thống, được lan truyền sang vài nước lân cận. Đây là món ăn lên men có hương vị chua. Món ăn này có thời hạn sử dụng ngắn và thường được thưởng thức ở dạng tươi sống sau khi ủ lên men. Đây là một món ăn phổ biến trong ẩm thực Thái Lan và nhiều nước Đông Nam Á lân cận. Tại nhiều vùng miền khác nhau, món được chế biến theo nhiều hương vị ưa thích khác nhau, bao gồm cả biến thể vị chua hoặc cay. Naem được dùng như thành phần trong những món khác nhau hay cũng được phục vụ như món ăn phụ.
Naem chứa 185 kcal trên 100 g (3,5 oz), chứa một lượng đáng kể protein, lượng chất béo vừa phải và hàm lượng carbohydrate nhỏ. Ký sinh trùng và vi khuẩn gây bệnh đường ruột thường xuất hiện trong nhiều mẫu naem. Axit lactic hình thành trong quá trình lên men có tác động ức chế vi khuẩn Salmonella tăng trưởng. Vi khuẩn Lactobacillus curvatus được chứng minh có khả năng ngăn chặn vi khuẩn gây bệnh phát triển trong naem. Người làm món đôi khi còn dùng chiếu xạ để diệt khuẩn trong món. Hàm lượng vi khuẩn trong sản phẩm thịt lợn chua Thái được quy định rõ.

## Tổng quan
Naem là món thịt lợn lên men bằng axit lactic pha loãng, có màu đỏ. Món dùng thịt và da lợn tươi sống băm nhỏ rồi pha trộn hỗn hợp cơm nếp, ớt, tỏi, đường, muối và kali nitrat. Thịt bò băm đôi khi cũng được dùng để chế biến món ăn. Hỗn hợp thịt sau khi trộn xong sẽ được bọc trong lá chuối, vỏ xúc xích hay túi nhựa hình ống rồi ủ lên men từ 3 đến 5 ngày. Naem có vị chua, do trong quá trình lên men, vi khuẩn axit lactic và nấm men phát triển bên trong món. Vi khuẩn axit lactic và nấm men giãn nở bằng cách phân giải gạo và đường, muối được dùng để tránh thịt thối rữa.
Naem thường có hạn sử dụng ngắn, món có thể kéo dài thời hạn khi làm lạnh. Món ăn có thể tốn nhiều thời gian và công sức chế biến. Tại Thái Lan, món ăn thường được bảo quản ở nhiệt độ phòng, nhờ đó hạn sử dụng có thể kéo dài khoảng một tuần. Món cũng xuất hiện trong ẩm thực các nước Đông Nam Á lân cận với Thái Lan, với nhiều biến thể khác nhau.
Naem thường được ăn sống (sau khi ủ lên men), và thường ăn kèm với hẹ tây, gừng, ớt hiểm, hồ tiêu và hành lá. Naem còn được dùng như thành phần trong nhiều món ăn khác nhau như naem chiên với trứng, Naem khao, Naem phat wun sen sai khai và cũng được dùng như món phụ hoặc khai vị. Naem sau khi được biến tấu sẽ thay đổi đáng kể hương vị so với ăn sống.

## Độ nổi bật
Naem được mô tả tại Thái Lan là "một trong những món thịt phổ biến của đất nước, được chế biến từ thịt lợn xay" và cũng là "một trong những sản phẩm thịt lên men truyền thống phổ biến nhất Thái Lan".

## Biến thể
Cũng món ăn này nhưng ở mỗi vùng của Thái Lan có cách thức chế biến khác nhau để tạo nên hương vị ưa thích đặc trưng: món thịt lợn miền Bắc và Đông Bắc có vị chua thanh nhẹ, miền Trung có vị chua và miền Nam có vị cay. Naem mo ở miền Bắc Thái Lan có thể được lên men trong nồi đất.

## Dùng trong các món ăn
Các món ăn được chế biến với naem gồm có naem trứng chiên và naem cơm chiên. Naem phat wun sen sai khai là một món ăn được chế biến với naem, miến và trứng cùng các nguyên liệu khác như hành lá và ớt đỏ. Naem khao là một món gỏi trộn trong ẩm thực Lào, chế biến sử dụng xúc xích thịt lợn lên men Lào, cơm, dừa, đậu phộng, bạc hà, rau mùi, nước mắm và nước cốt chanh. Naem và cơm được vo thành viên tròn, chiên giòn và sau đó được chia nhỏ với các nguyên liệu khác nhau. "Serenade", một nhà hàng tại Bangkok, phục vụ món ăn đặt tên "McNaem", trong đó bao gồm trứng vịt bao bọc trong naem được chiên và sau đó được ăn kèm với món risotto, cải bắp trộn, nấm hương, rau thơm và sò điệp biển nấu chín với tỏi phi nghiền nhuyễn.
Có nhiều cách ứng dụng thịt lợn chua với các hương vị khác nhau như: phat phet naem (tiếng Thái: ผัดเผ็ดแหนม), tom kha naem (tiếng Thái: ต้มข่าแหนม), ho mok naem (tiếng Thái: ห่อหมกแหนม) và naem priao wan (tiếng Thái: แหนมเปรี้ยวหวาน).

Những món ăn được chế biến với naem
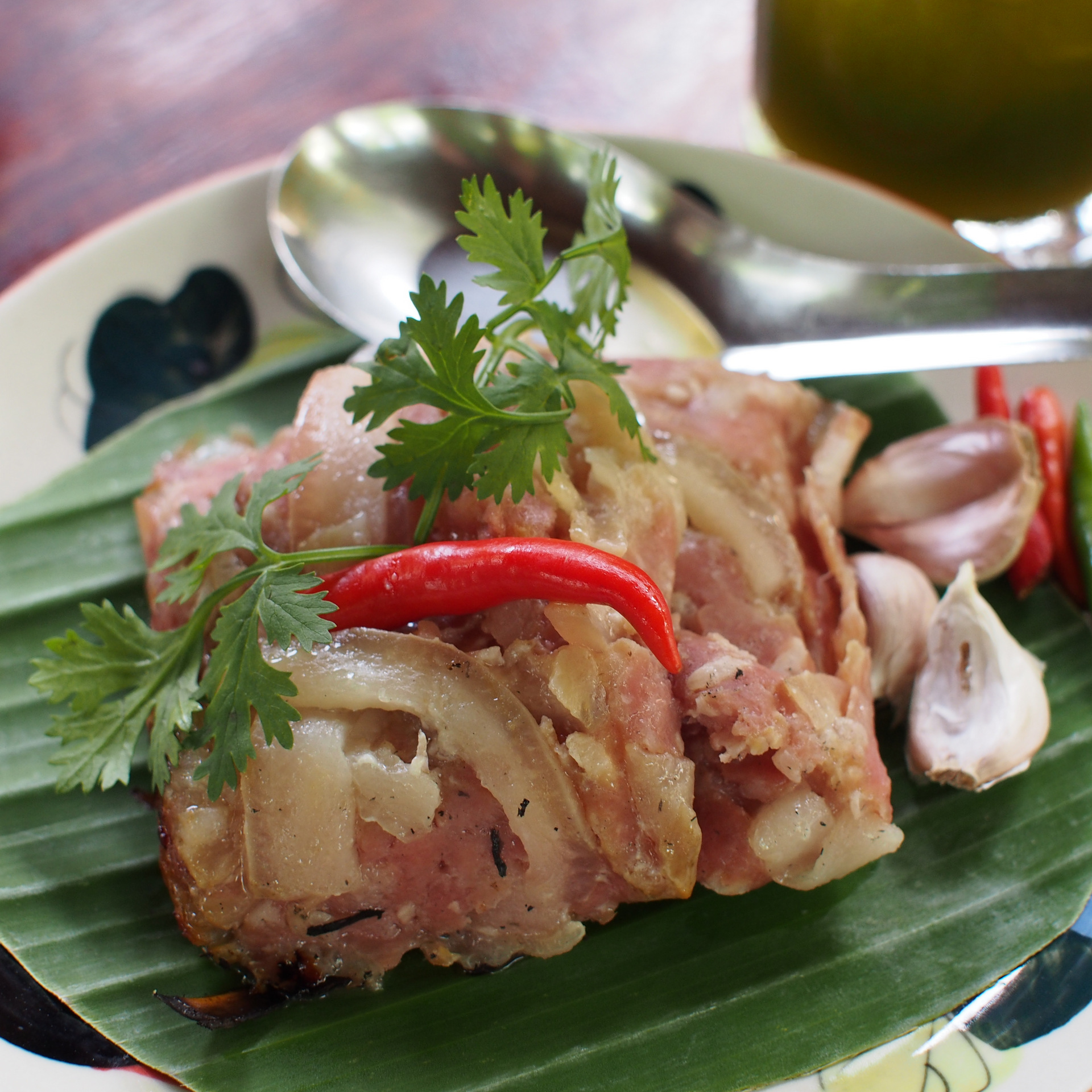
Chin som mok – một đặc sản miền Bắc Thái Lan, đây là phiên bản miền bắc Thái của naem
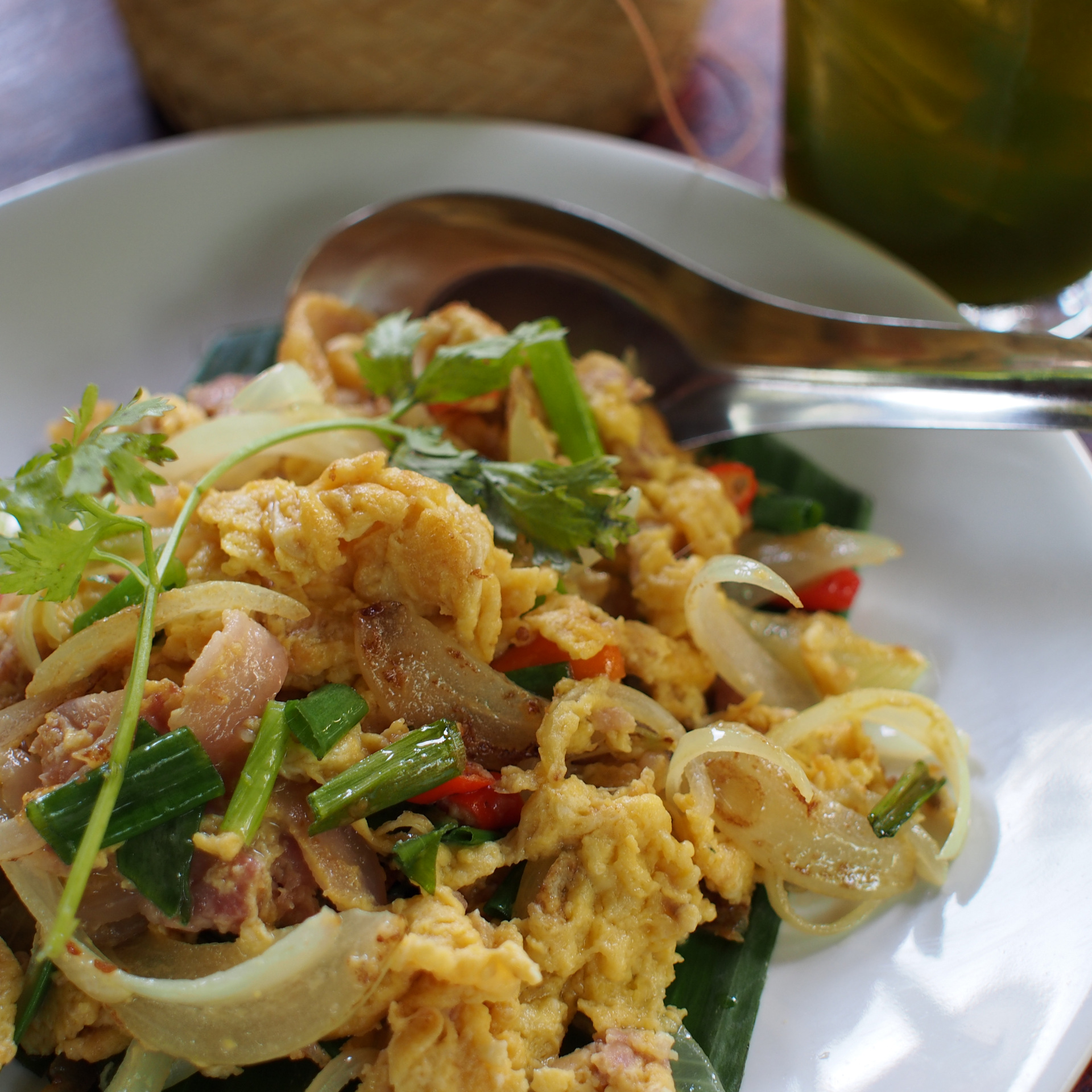
Khua chin som sai khai – một món ăn chế biến với thịt lợn và trứng ngâm chiên khô. Chin som là tên tiếng Thái miền Bắc dành cho naem
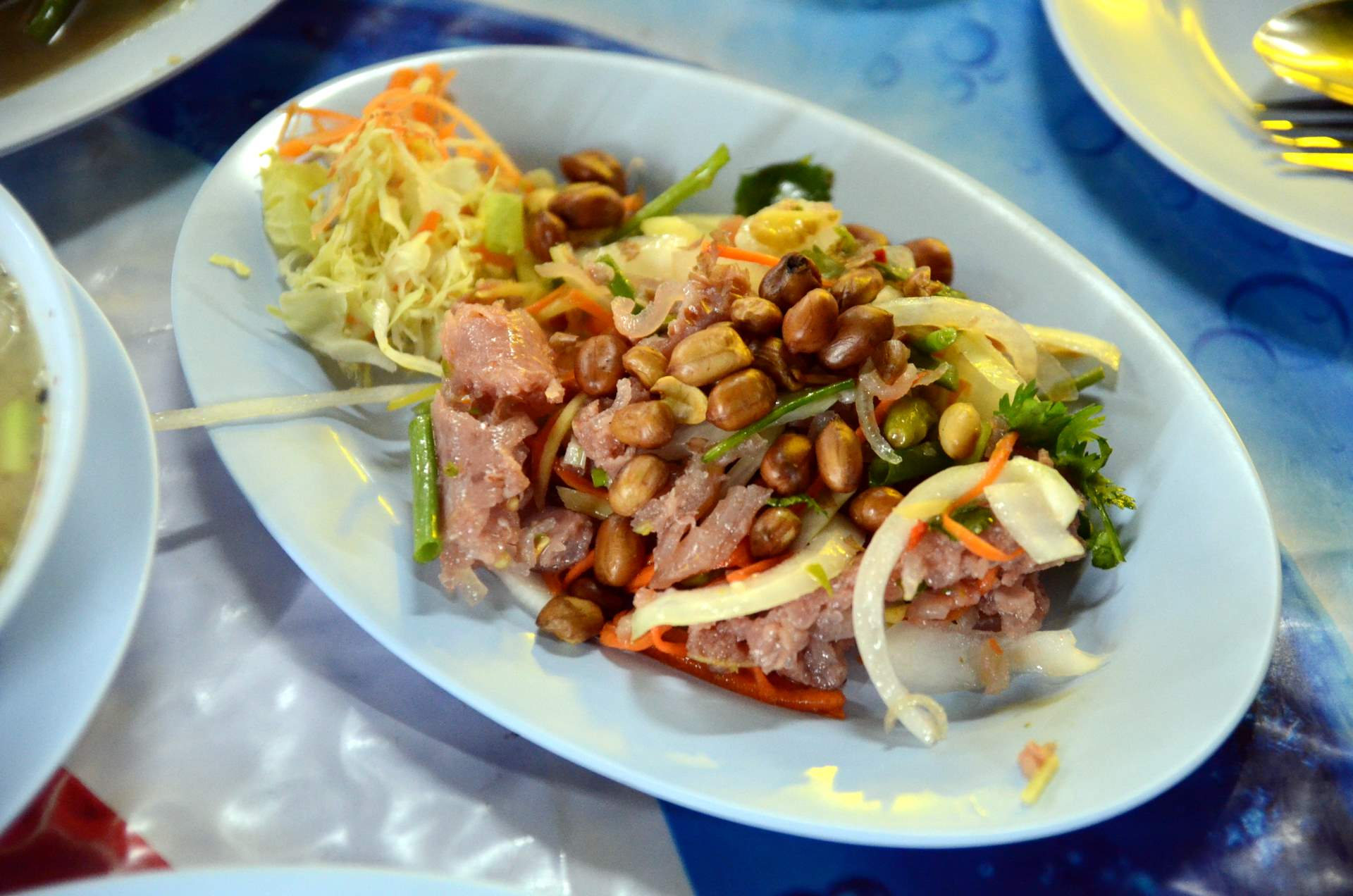
Yam naem – một món xà lách Thái ăn kèm naem và những thành phần khác.
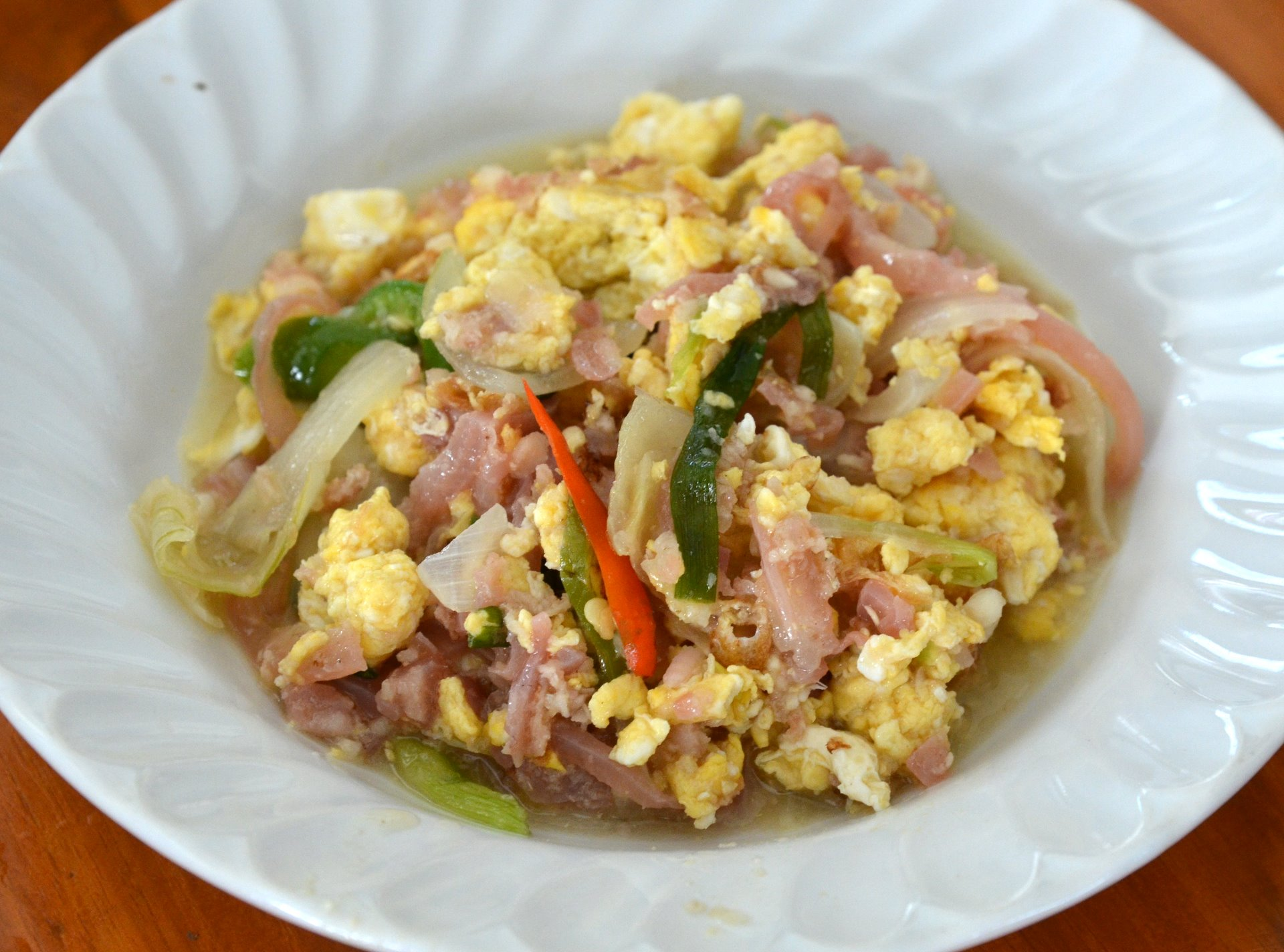
Phat naem sai khai – naem trộn chiên với trứng

## Hàm lượng dinh dưỡng
Trong khẩu phần 100 g (3,5 oz) Naem chứa 185 kcal, 20,2 g (0,71 oz) chất đạm, 9,9 g (0,35 oz) chất béo và 3,6 g (0,13 oz) carbohydrate. Dựa theo chương "Công nghiệp hóa món Nham Thái: thịt lợn và bò lên men" do Warawut Krusong thuộc Viện Công nghệ Ladkrabang của vua Mongkut tại Bangkok viết: vitamin B1, vitamin B2, sắt và phosphor đều có trong naem, nhưng hàm lượng không xác định.

## Vi sinh vật
Đôi khi, Naem có thể bị nhiễm ký sinh trùng như Taenia solium, Trichinella spiralis và vi khuẩn gây bệnh đường ruột như vi khuẩn Coliform và Salmonella. Người ta đã chứng minh rằng quá trình hình thành axit lactic khi lên men có thể ức chế vi khuẩn Salmonella tăng trưởng. Sử dụng môi trường nuôi cấy vi khuẩn Lactobacillus curvatus lúc bắt đầu làm món, được chứng minh có thể ngăn chặn "vi khuẩn gây bệnh phát triển" trong naem. Naem đôi khi còn được diệt khuẩn bằng cách chiếu xạ.

### Quy định về hàm lượng vi khuẩn
Hàm lượng vi khuẩn trong sản phẩm thịt lợn chua Thái được quy định: Không vượt quá 0,1 g (0,0035 oz) khuẩn Escherichia coli O157:H7, Staphylococcus aureus không vượt quá 0,1 g (0,0035 oz), Yersinia enterocolitica không vượt quá 0,1 g (0,0035 oz), Listeria monocytogenes không vượt quá 0,1 g (0,0035 oz), Clostridium perfringens không vượt quá 0,1 g (0,0035 oz), vi nấm ít hơn 10 cụm mỗi gram, Trichinellaspiralis ít hơn 100 g (3,5 oz). Nếu bất kỳ vi khuẩn nào tồn tại ở mức cao hơn so với mô tả trên, chúng có thể gây bệnh.

## Sách chuyên đề
- Steinkraus, K. (2004). Industrialization of Indigenous Fermented Foods, Revised and Expanded. Food Science and Technology. Taylor & Francis. tr. 721–736. ISBN 978-0-8247-5094-7.